# Fore Abbey
Opactwo benedyktyńskie w Fore (irl. Mainistir Fhobhair) – wczesnoceltyckie opactwo (obecnie w ruinie) położone w wiosce Fore (około 25 km od Mullingar w kierunku Castlepollard) na północ od jeziora Lough Lene w hrabstwie Westmeath w Irlandii.
Pierwszy klasztor w Fore został założony ok. 630 przez św. Fechina. W czasach największego rozkwitu zamieszkiwany był przez około 300 mnichów benedyktyńskich związanych ze wspólnotą z Évreux w Normandii. Struktura wewnętrznej części opactwa przypomina zastosowaną w Mont Saint-Michel.

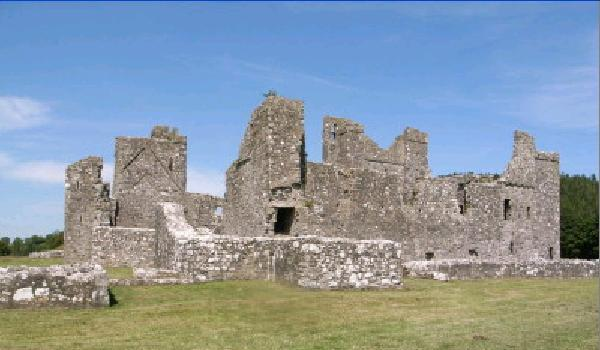
Fore Abbey St. Fechin
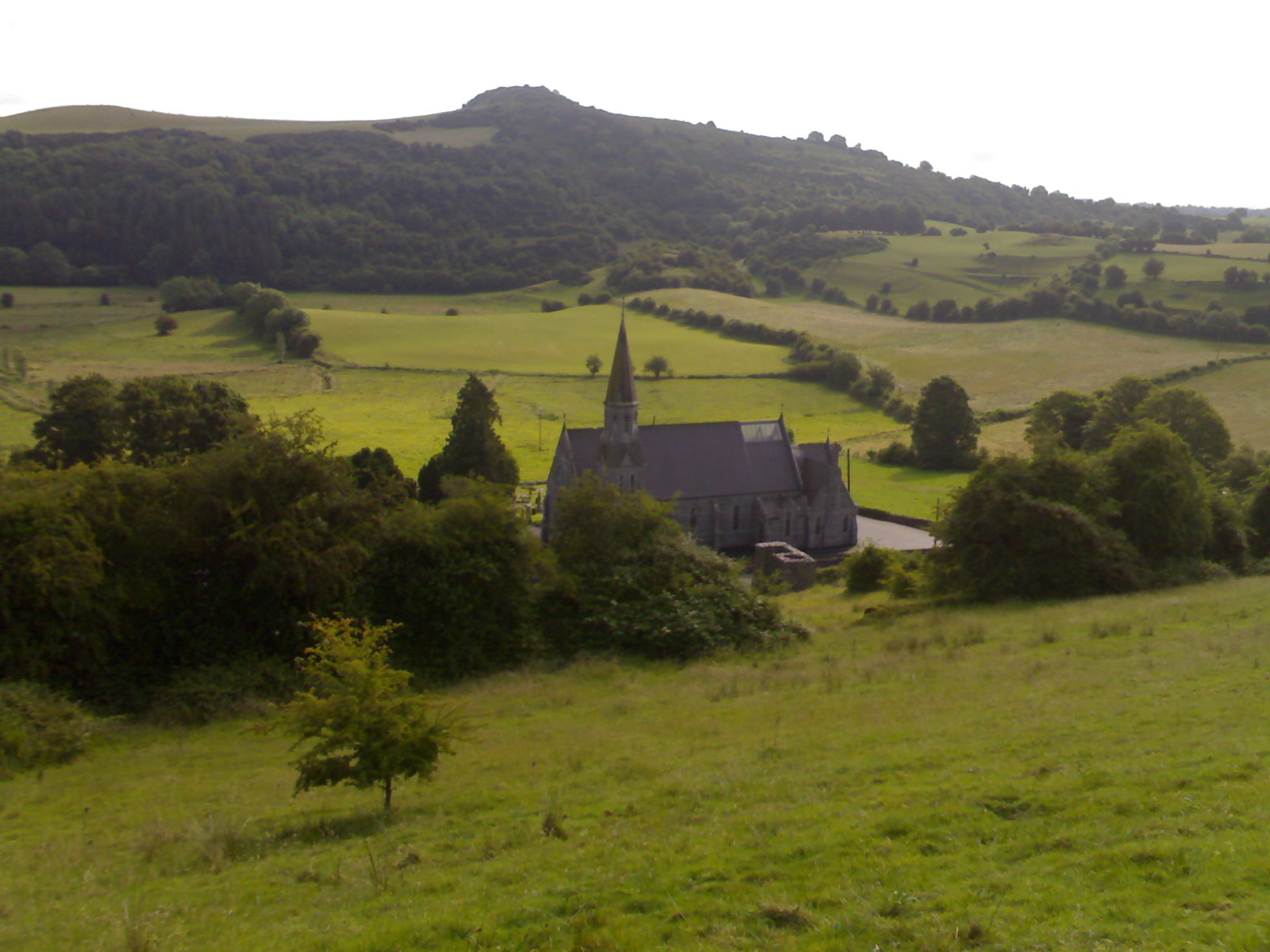
St Fechin Fore
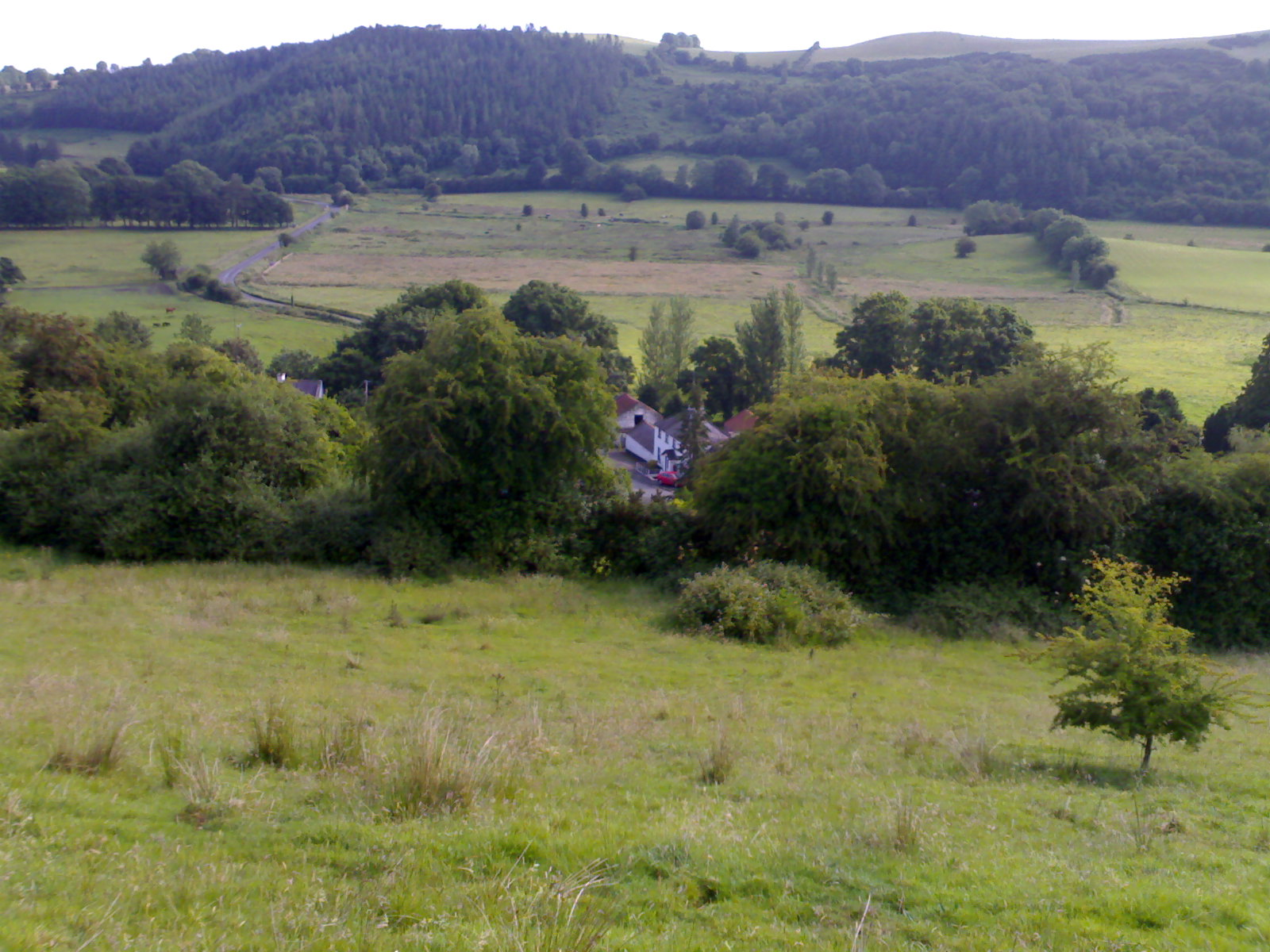
Wioska Fore